# Joe Maca
Joe Maca   (àrea metropolitana de Brussel·les, 28 de setembre de 1920 - Nova York, 13 de juliol de 1982) fou un futbolista estatunidenc de la dècada de 1940.
Fou 3 cops internacional amb la selecció de futbol dels Estats Units amb la qual participà a la Copa del Món de Futbol de 1950.
Pel que fa a clubs, defensà els colors de Royal Cercle Sportif La Forestoise, a la segona divisió belga. Durant la Segona Guerra Mundial lluità amb l'exèrcit belga. Després de la guerra jugà a Brooklyn Hispano de la American Soccer League. El 1950 retornà a Bèlgica per jugar a Royal White Star Athletic Club.